# Christina Große
Christina Große (Blankenhain, 23 de septiembre de 1970) es una actriz alemana de teatro, televisión y cine.

## Biografía
Estudió el arte de la interpretación en la escuela de cine Filmuniversität Babelsberg en el estado federal de Brandeburgo (Alemania), la más antigua del país. Mientras realizaba sus estudios, se estrenó en el mundo del teatro sobre el escenario del Deutsches Theater de Berlín. Una vez terminó sus estudios, tuvo varias actuaciones en distintas salas de teatro hasta que llegó su debut en el cine en el año 2003. A partir de esa fecha, haría un cambio en su carrera profesional, centrándose más en series televisivas y cine. La mayor parte de los papeles que acepta, y por lo que es recordada especialmente en Alemania, es por sus interpretaciones de personajes femeninos complejos con algún tipo de enfermedad, addiciones o porque son sencillamente emocionalmente inestables, como en la película Ein Sommer in Masuren, en la que interpreta a una brillante profesional, pero con grandes problemas para tener una vida normal por el rechazo de las personas a raíz de la incomprensión por cómo es al tener síndrome de Asperger.
En 2014 ganó el Deutsche Akademie für Fernsehen como mejor actriz principal en la película Neufeld, mitkommen!

## Trabajos

### Series
- 1995: girl friends (1995-2005)
- 1995: Doppelter Einsatz
- 2000: Bella Block
- 2003: Tod im Park
- 2004: SOKO Leipzig
- 2004: Wilsberg
- 2005: Tatort (2005-2017)
- 2005: SOKO Wismar
- 2005: Sperling und die Katze in der Falle
- 2006: Das Duo
- 2006: Notruf Hafenkante
- 2006: Abschnitt 40
- 2007: Post Mortem
- 2007: Der Kriminalist
- 2008: Dr. Psycho
- 2009: Der kleine Mann
- 2009: Polizeiruf 110 (2009-2017)
- 2010: Weissensee
- 2012: Die letzte Spur
- 2014: Kommissarin Lucas
- 2016: Eltern allein zu Haus (2016-2017)
- 2017: Das Institut (2017-actualidad)

### Cine
- 2003: Lilien aus Schlaf
- 2003: Ein Schiff wird kommen
- 2003: Tod im Park
- 2005: Netto
- 2005: Talk To Me
- 2005: Mätressen
- 2005: Dresden
- 2006: Die Könige der Nutzholzgewinnung
- 2006: Spur der Hoffnung
- 2007: Alle, Alle
- 2007: Du gehörst mir
- 2007: Unter Mordverdacht
- 2007: Kuckuckszeit
- 2007: Partnertausch
- 2007: Das perfekte Geständnis
- 2007: Ein verlockendes Angebot
- 2008: Nacht vor Augen
- 2008: Mordgeständnis
- 2008: Späte Rache - Eine Familie wehrt sich
- 2009: Meine Tochter und der Millionär
- 2010: 3
- 2010: Die Friseuse
- 2010: Cindy liebt mich nicht
- 2010: Westflug - Entführung aus Liebe
- 2011: Der ganz große Traum
- 2011: In den besten Jahren
- 2011: Die Lehrerin
- 2011: Friedrich - Ein deutscher König
- 2012: Alleingang
- 2012: Der Klügere zieht aus
- 2012: Glück
- 2012: Für Elise
- 2012: Wunschkind
- 2012: Mandy will ans Meer
- 2012: Polizeiruf 110
- 2012: Flemming
- 2013: Willkommen auf dem Land
- 2013: Neufeld, mitkommen!
- 2013: Ich fühl mich Disco
- 2013: Die Frau, die sich traut
- 2013: Sputnik
- 2013: Im Alleingang
- 2014: Spreewaldkrimi
- 2014: Be my Baby
- 2015: Anderst schön
- 2015: Weinberg
- 2015: Blindgänger
- 2015: Mordshunger
- 2015: Alki Alki
- 2015: Ein starkes Team: Beste Freunde
- 2015: Ein Sommer in Masuren
- 2015: Brief an mein Leben
- 2016: Familie Lotzmann auf den Barrikaden
- 2016: Letzte Ausfahrt Gera
- 2016: Mein sind deine Kinder
- 2016: Sanft schläft der Tod
- 2017: Polizeiruf 110
- 2017: Das Leben Danach
- 2017: Metalfarm
- 2017: Die Konfirmation
- 2017: Das Leben Danach
- 2018: Opa wird Papa
- 2018: Es ist aus, Helmut
- 2018: Getrieben
- 2018: Der süße Brei